# Centrifugadora

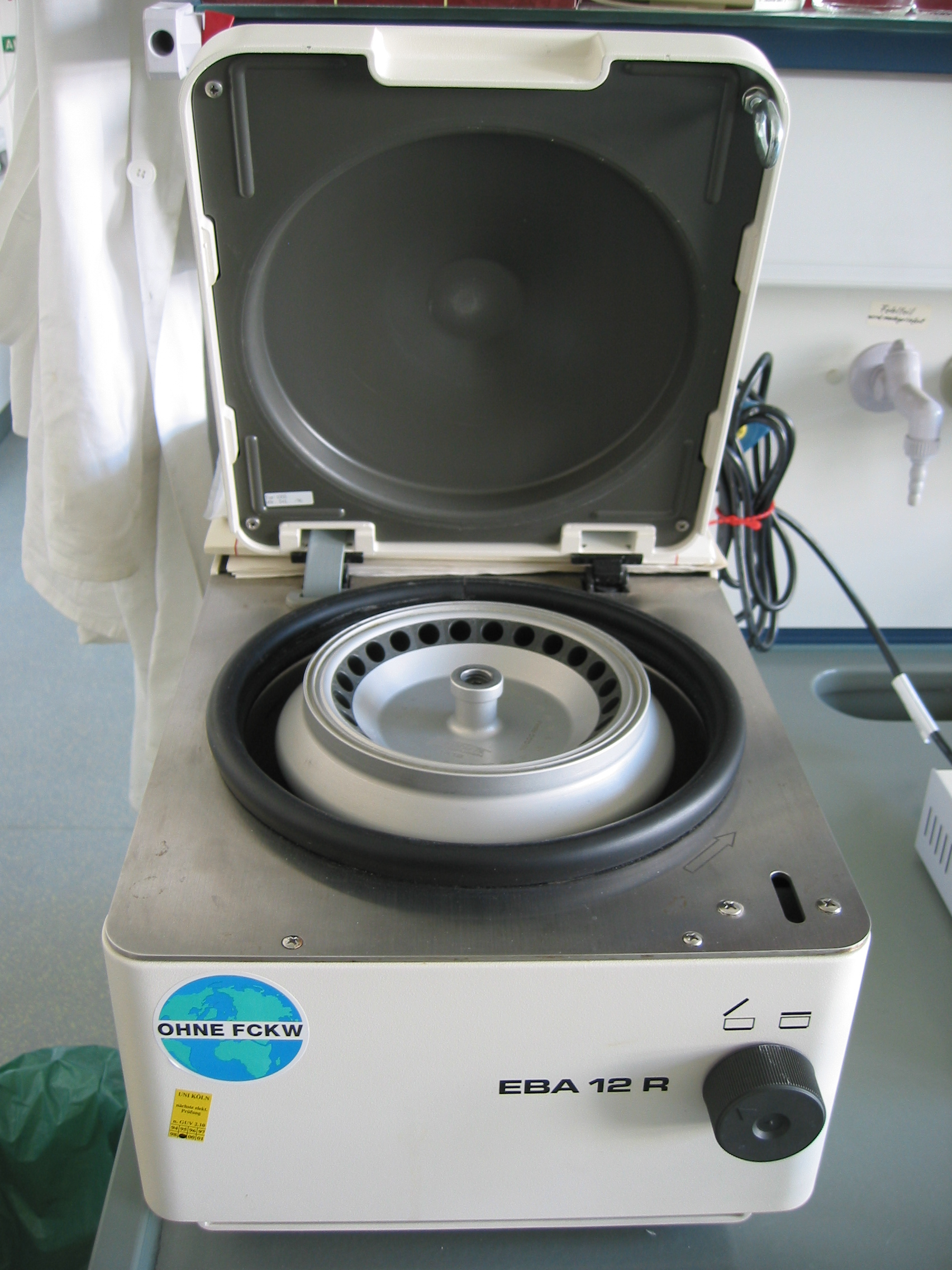
Una centrifugadora de sobretaula de laboratori. La unitat giratòria, anomenada rotor, té forats fixes perforats en angle (a la vertical), visibles dins de la vora llisa de plata. Els tubs d'assaig es col·loquen en aquestes ranures i es fa girar el motor. Com que la força centrífuga es troba en el pla horitzontal i els tubs estan fixats en angle, les partícules només han de viatjar una curta distància abans de colpejar la paret del tub i després lliscar cap avall. Aquests rotors angulars són molt populars al laboratori per a un ús rutinari.

Una centrifugadora és un dispositiu que utilitza la força centrífuga per sotmetre una mostra a una força constant especificada, per exemple per separar diversos components d'un fluid. Això s'aconsegueix fent girar el fluid a gran velocitat dins d'un recipient, separant així fluids de diferents densitats (per exemple, nata de llet) o líquids dels sòlids. Funciona fent que les substàncies i partícules més denses es moguin cap a fora en direcció radial. Al mateix temps, els objectes que són menys densos es desplacen i es traslladen al centre. En una centrifugadora de laboratori que utilitza tubs de mostra, l'acceleració radial fa que les partícules més denses s'assentin a la part inferior del tub, mentre que les substàncies de baixa densitat pugen a la part superior. Una centrifugadora pot ser un filtre molt eficaç que separa els contaminants del cos principal de fluid.
Les centrifugadores a escala industrial s'utilitzen habitualment en la fabricació i el processament de residus per sedimentar sòlids en suspensió o per separar líquids immiscibles. Un exemple és el separador de nata que es troba a les lleteries. Les centrifugadores i ultracentrífugues de molt alta velocitat capaces de proporcionar acceleracions molt elevades poden separar partícules fines fins a la nanoescala i molècules de diferents masses. Les centrifugadores grans s'utilitzen per simular entorns d'alta gravetat o acceleració (per exemple, formació d'alt G per a pilots de proves). Les centrifugadores de mida mitjana s'usen a les rentadores i en algunes piscines per extreure l'aigua dels teixits. Les centrifugadores de gas es fan servir per a la separació d'isòtops, com ara per enriquir combustible nuclear per a isòtops fissils.

## Història

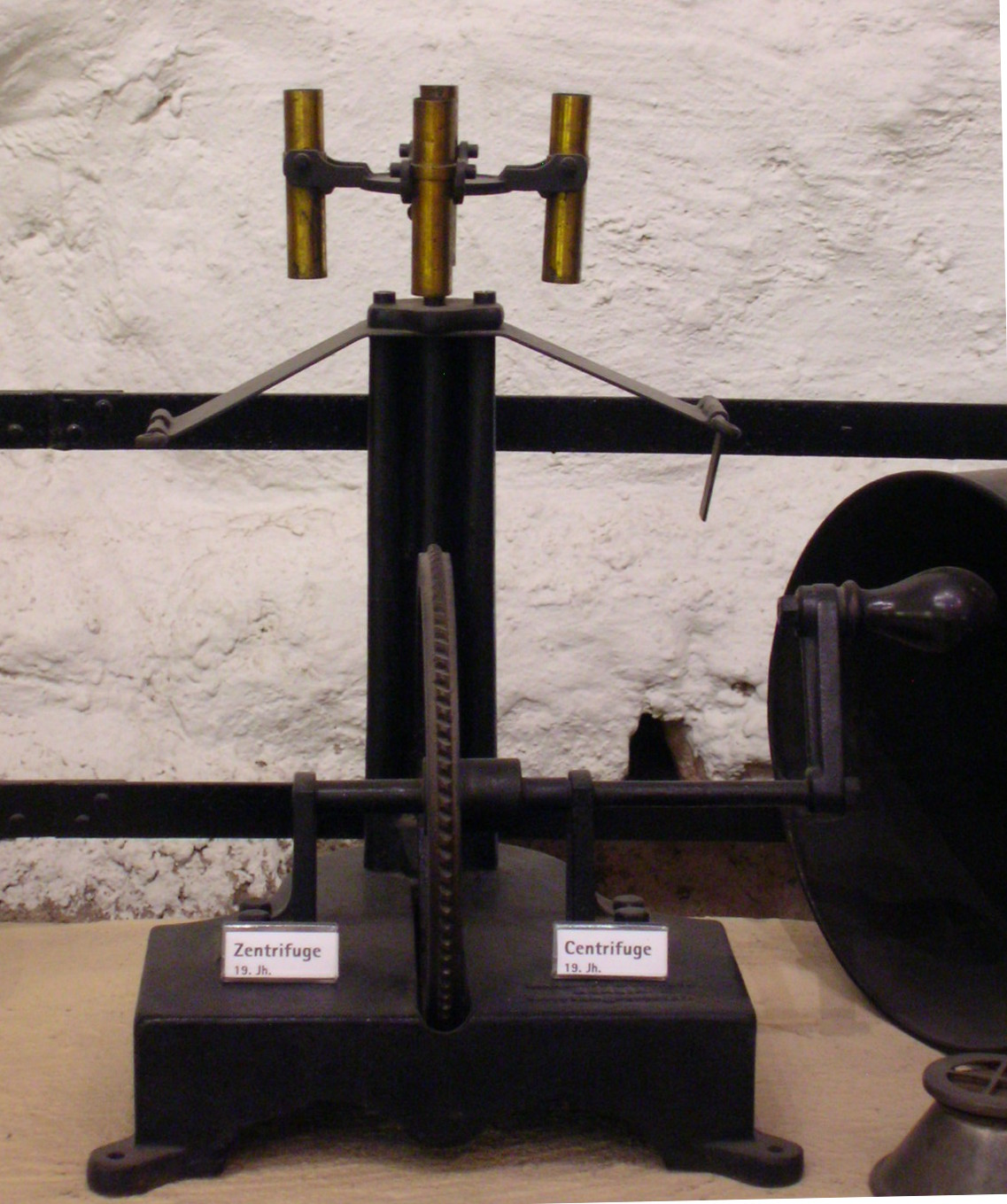
Una centrifugadora de laboratori de manivela del.

L'enginyer militar anglès Benjamin Robins (1707–1751) va inventar un aparell de braç giratori per determinar l'arrossegament. El 1864, Antonin Prandtl va proposar la idea d'una centrifugadora de lactis per separar la nata de la llet. La idea va ser posada en pràctica posteriorment pel seu germà, Alexander Prandtl, que va fer millores en el disseny del seu germà i va exposar una màquina d'extracció de greix de mantega en funcionament el 1875.

## Tipus

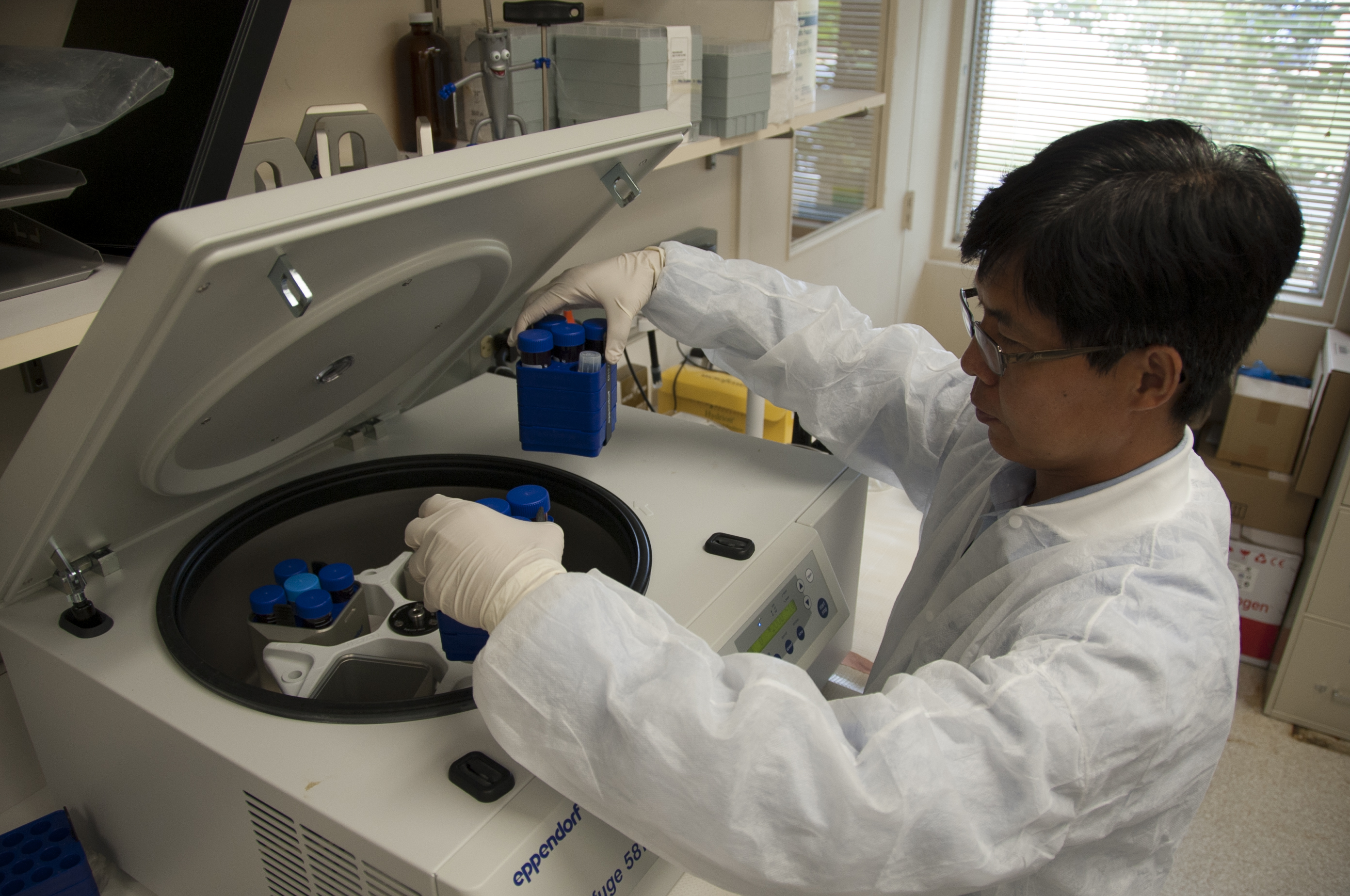
La sang sovint se separa, mitjançant una centrifugadora, en components per a l'emmagatzematge i el transport

Una màquina de força centrífuga es pot descriure com una màquina amb un recipient que gira ràpidament que aplica força centrífuga al seu contingut. Hi ha diversos tipus de centrifugadores, que es poden classificar segons l'ús previst o el disseny del rotor:
Tipus per disseny del rotor:
- Les centrifugadores d'angle fix estan dissenyades per mantenir els contenidors de mostres en un angle constant respecte a l'eix central.
- Les centrifugadores de capçal oscil·lant (o galleda oscil·lant), a diferència de les centrifugadores d'angle fix, tenen una frontissa on els contenidors de mostres estan connectats al rotor central. Això permet que totes les mostres oscil·lin cap a l'exterior mentre es gira la centrifugadora.
- Les centrifugadores tubulars contínues no tenen recipients de mostres individuals i s'utilitzen per a aplicacions de gran volum.

Tipus segons l'ús previst:
- Les centrifugadores de laboratori són instruments d'ús general de diversos tipus amb capacitats diferents, però superposades. Aquests inclouen centrifugadores clíniques, centrifugadores superràpides i ultracentrífugues preparatives.
- Les ultracentrífugues analítiques estan dissenyades per a fer anàlisis de sedimentació de macromolècules utilitzant els principis ideats per Theodor Svedberg.
- Les centrifugadores d'hematòcrit s'usen per mesurar el percentatge de volum de glòbuls vermells a la sang sencera.
- Centrifugadores de gas, incloses les de tipus Zippe, per a separacions isotòpiques en fase gasosa.

Les centrifugadores industrials es poden classificar d'una altra manera segons el tipus de separació de la fracció d'alta densitat de la de baixa densitat.
En general, hi ha dos tipus de centrifugadores: la de filtració i la de sedimentació. Per a la filtració o l'anomenada centrífuga de pantalla el tambor està perforat i s'introdueix amb un filtre, per exemple un drap filtrant, una malla de filferro o una pantalla de lot. La suspensió flueix pel filtre i el tambor amb la paret perforada des de l'interior cap a l'exterior. D'aquesta manera, el material sòlid queda subjectat i es pot eliminar. El tipus d'eliminació depèn del tipus de centrifugadores, per exemple manualment o periòdicament. Els tipus comuns són:
- Centrifugadores de pantalla/scroll (centrifugadores de pantalla, on l'acceleració centrífuga permet que el líquid passi a través d'una pantalla d'algun tipus, a través de la qual els sòlids no poden passar (a causa d'una granulometria més gran que la bretxa de la pantalla o a causa de l'aglomeració))
- Centrifugadores d'empenta
- Centrifugadora peladora
- Centrifugadores de filtre inversor
- Centrifugadores de descàrrega lliscant
- Centrifugadores de pèndol
- Centrifugadores de sedimentació

A les centrifugadores el tambor és una paret sòlida (no perforada). Aquest tipus de centrifugadora s'utilitza per a la purificació d'una suspensió. Per a l'acceleració del procés de deposició natural de suspensió, les centrifugadores usen força centrífuga. Amb les anomenades centrifugadores de desbordament, la suspensió s'escorre i s'afegeix el líquid constantment. Els tipus comuns són:
- Centrifugadores separadores (Líquid continu); tipus comuns són:
  - Centrifugadores de bol sòlid
  - Centrifugadores de placa cònica
- Centrifugadores tubulars
- Centrifugadores decantadores, en les quals no hi ha separació física entre la fase sòlida i líquida, més aviat una decantació accelerada a causa de l'acceleració centrífuga.

Tot i que la majoria de les centrifugadores modernes funcionen elèctricament, s'ha desenvolupat una variant d'alimentació manual inspirada en el remolí per a aplicacions mèdiques als països en desenvolupament.
S'han compartit molts dissenys per a centrifugadores gratuïtes i de codi obert que es poden fabricar digitalment. Els dissenys de maquinari de codi obert per a centrífuga manual per a volums més grans de fluids amb una velocitat radial de més de 1750 rpm i més de 50 N de força centrífuga relativa es poden imprimir completament en 3D per uns 25 dòlars. Altres dissenys de maquinari obert utilitzen accessoris impresos en 3D personalitzats amb motors elèctrics econòmics per fer centrifugadores de baix cost (per exemple, el Dremelfuge que usa una eina elèctrica Dremel) o CNC tallat OpenFuge.

## Usos

### Separacions de laboratori

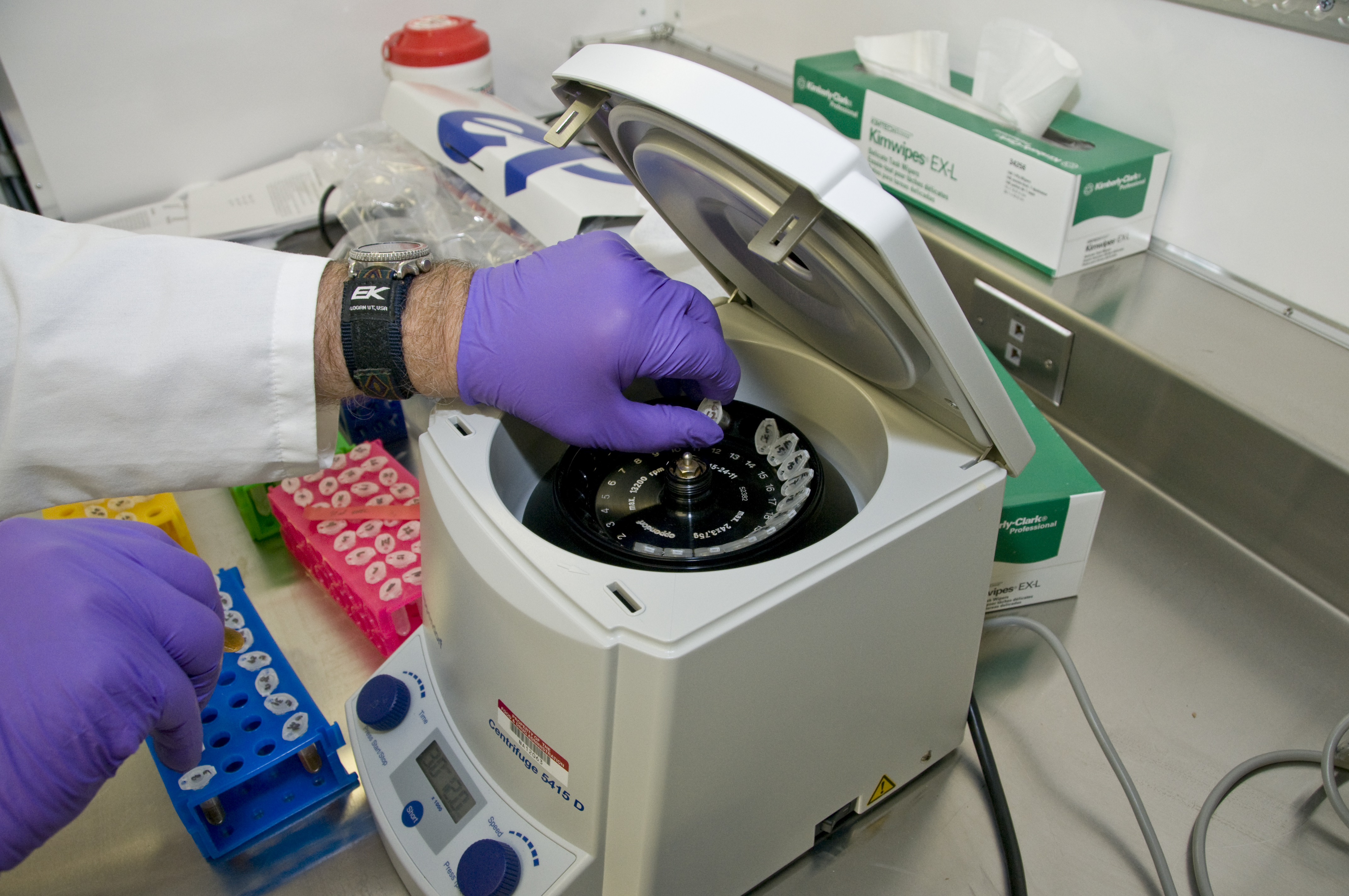
Les mostres es col·loquen en una petita centrifugadora de laboratori

Una gran varietat de centrifugadores a escala de laboratori es fan servir en química, biologia, bioquímica i medicina clínica per aïllar i separar suspensions i líquids immiscibles. Varien molt en velocitat, capacitat, control de temperatura i altres característiques. Les centrifugadores de laboratori sovint poden acceptar una varietat de rotors de galleda d'angle fix i oscil·lant diferents capaços de transportar diferents nombres de tubs de centrifugadora i classificats per a velocitats màximes específiques. Els controls varien des de simples temporitzadors elèctrics fins a models programables capaços de controlar les velocitats d'acceleració i desacceleració, velocitats de funcionament i règims de temperatura. Les ultracentrífugues fan girar els rotors al buit, eliminant la resistència de l'aire i permetent un control exacte de la temperatura. Els rotors zonals i els sistemes de flux continu són capaços de lliurar volums de mostres a granel i més grans, respectivament, en un instrument a escala de laboratori.
Una aplicació als laboratoris és la separació de sang. La sang se separa en cèl·lules i proteïnes (RBC, WBC, plaquetes, etc.) i sèrum. La preparació d'ADN és una altra aplicació habitual per a la farmacogenètica i el diagnòstic clínic. Les mostres d'ADN es purifiquen i l'ADN es prepara per a la separació afegint tampons i després centrifugant-lo durant un cert temps. A continuació, s'eliminen els residus de sang i s'afegeix un altre tampó i es torna a girar dins de la centrífuga. Un cop eliminats els residus de sang i s'afegeix un altre tampó, el pèl·let es pot suspendre i refredar. Aleshores es poden eliminar les proteïnes i tot es pot centrifugar de nou i l'ADN es pot aïllar completament. Les citocentrífugues especialitzades s'utilitzen en laboratoris mèdics i biològics per concentrar cèl·lules per a l'examen microscòpic.

### Separació d'isòtops
Altres centrifugadores, la primera és la centrífuga de tipus Zippe, isòtops separats, i aquest tipus de centrifugadores s'usen en programes d'energia nuclear i d'armes nuclears.

### Aeronàutica i astronàutica

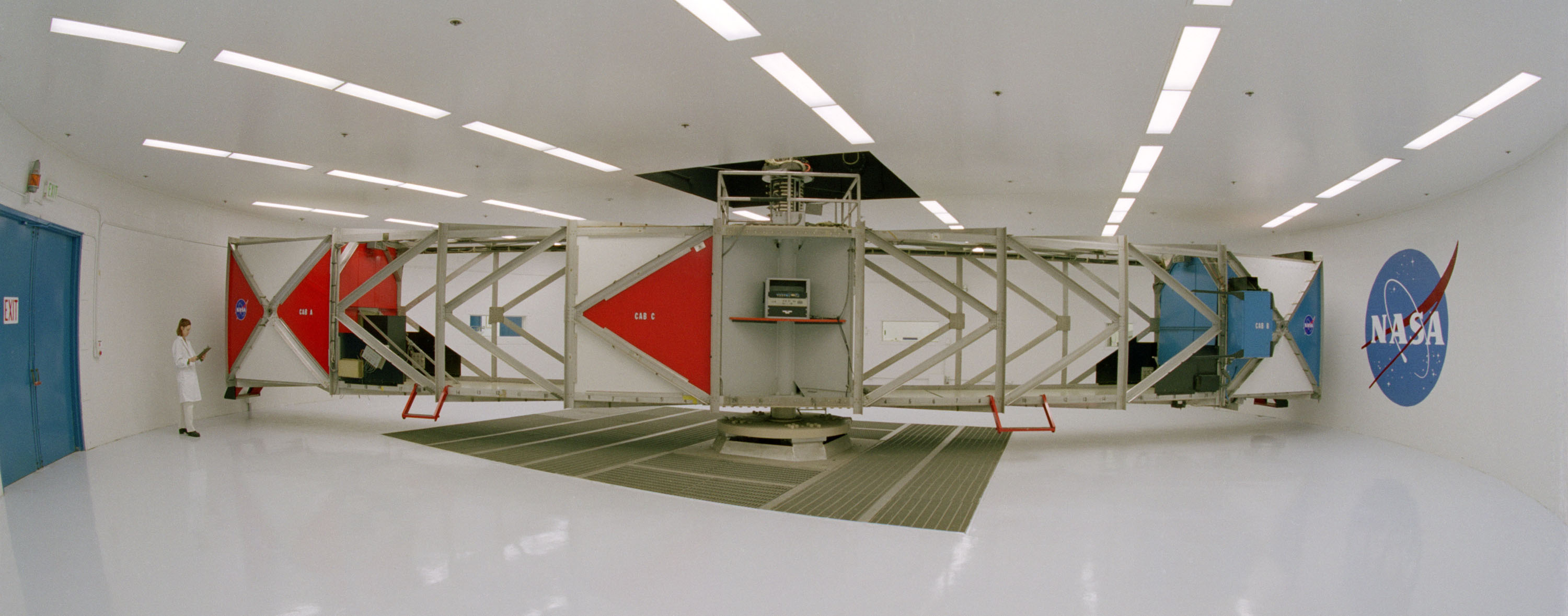
Centrifugadora de 20 g al Centre de Recerca Ames de la NASA

Les centrifugadores humanes són centrífugues excepcionalment grans que posen a prova les reaccions i la tolerància de pilots i astronautes a l'acceleració per sobre de les experimentades en la gravetat de la Terra.
Les primeres centrifugadores utilitzades per a la investigació humana van ser usades per Erasmus Darwin, l'avi de Charles Darwin. La primera centrifugadora humana a gran escala dissenyada per a l'entrenament aeronàutic es va crear a Alemanya el 1933.
La Força Aèria dels EUA a la base de Brooks City, Texas, opera una centrifugadora humana mentre espera la finalització de la nova centrifugadora humana en construcció a Wright-Patterson AFB, Ohio. La centrifugadora de la base de Brooks City és operada per l'Escola de Medicina Aeroespacial de la Força Aèria dels Estats Units amb el propòsit d'entrenar i avaluar els possibles pilots de caça per a vol d'alta g en avions de caça de la Força Aèria.
S'ha proposat l'ús de grans centrifugadores per simular una sensació de gravetat per a futures missions espacials de llarga durada. L'exposició a aquesta gravetat simulada evitaria o reduiria la descalcificació òssia i l'atròfia muscular que afecten els individus exposats a llargs períodes de caiguda lliure.

### Separador centrífug industrial
El separador centrífug industrial és un sistema de filtració de refrigerant per separar partícules de líquids com el refrigerant de mecanitzat de mòlta. Normalment, s'usa per a la separació de partícules no fèrriques com ara silici, vidre, ceràmica i grafit, etc. El procés de filtratge no requereix cap peça de consum com les bosses de filtre, la qual cosa salva la terra de danys.

### Modelatge geotècnic de centrífuga
El modelatge de centrifugadora geotècnica s'utilitza per a proves físiques de models que impliquen sòls. L'acceleració de centrífuga s'aplica als models a escala per escalar l'acceleració gravitatòria i permetre obtenir tensions a escala de prototips en models a escala. Problemes com els fonaments d'edificis i ponts, preses de terra, túnels i estabilitat de talussos, inclosos efectes com ara la càrrega d'explosió i la sacsejada del terratrèmol.

### Síntesi de materials
Les condicions d'alta gravetat generades per la centrífuga s'apliquen a la indústria química, la fosa i la síntesi de materials. La convecció i la transferència de massa es veuen molt afectades per la condició gravitatòria. Els investigadors van informar que el nivell d'alta gravetat pot afectar eficaçment la composició de fase i la morfologia dels productes.

### Aplicacions comercials

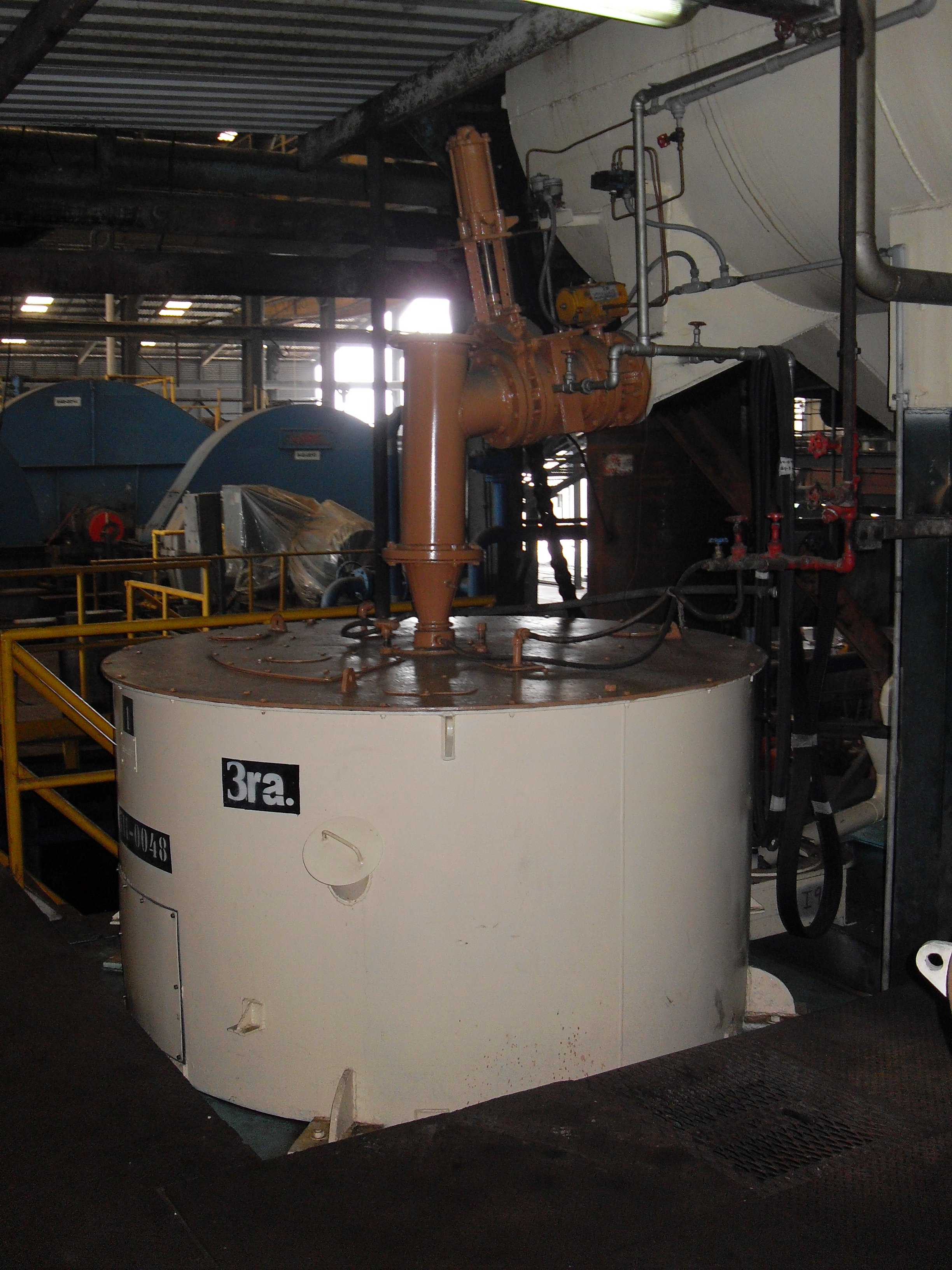
Màquines centrífugues de sucre per a la separació de cristalls de sucre

- Centrifugadores autònomes per a eixugar roba (rentada a mà), normalment amb una sortida d'aigua.
- Les rentadores estan dissenyades per a actuar com a centrifugadores per a eliminar l'excés d'aigua a les càrregues de roba.
- Les centrifugadores s'usen en l'atracció Mission: SPACE, ubicada a Epcot a Walt Disney World, que impulsa els genets mitjançant una combinació d'una centrífuga i un simulador de moviment per simular la sensació d'anar a l'espai.
- En mecànica del sòl, les centrífugues utilitzen l'acceleració centrífuga per a fer coincidir les tensions del sòl en un model a escala amb les que es troben a la realitat.
- Les grans centrífugues industrials s'usen habitualment en el tractament d'aigües i aigües residuals per a assecar els fangs. El producte sec resultant sovint s'anomena pastís, i l'aigua que surt d'una centrífuga després d'haver eliminat la majoria dels sòlids s'anomena concentrat.
- Les grans centrifugadores industrials també s'usen a la indústria petroliera per a eliminar sòlids del fluid de perforació.
- Centrifugadores de piles de discos usades per algunes empreses de la indústria de les sorres bituminoses per a separar petites quantitats d'aigua i sòlids del betum
- Les centrifugadores s'usen per a separar la nata (eliminar el greix) de la llet; vegeu Separador (llet).

## Descripció matemàtica
La força relativa de la centrifugadora es mesura sobre la força aplicada a una mostra dins d'una centrifugadora. Així pot ser calculada a partir de la velocitat (RPM) i el radi de gir (cm) utilitzant el següent càlcul:
{\displaystyle g=RCF=0.00001118\,r\,N^{2}\,}
on:
- g = força centrífuga relativa
- r = radi de gir (centímetres, cm)
- N = Revolucions per minut